# Mario Dondero
Mario Dondero (Milano, 6 maggio 1928 – Petritoli, 13 dicembre 2015) è stato un fotografo e fotoreporter italiano.

## Biografia
Di origini milanesi, è stato una delle più originali figure del fotogiornalismo contemporaneo.

Giovanissimo partigiano nella Val d'Ossola, si è accostato molto presto al giornalismo, prima scritto poi fotografico, iniziando a collaborare nei primi anni Cinquanta all'Avanti!, l'Unità, Milano Sera, Le Ore.
Legato al cosiddetto gruppo dei "Giamaicani" (i frequentatori del Bar Jamaica a Milano, di cui era presidente: Alfa Castaldi, Camilla Cederna, Luciano Bianciardi, Giulia Niccolai, Carlo Bavagnoli, Ugo Mulas, Uliano Lucas), nel 1955 si sposta a Parigi dove collabora con "L'Espresso", "L'Illustrazione Italiana", "Le Monde", "Le Nouvel Observateur", "Daily Herald". Frequenta e ritrae scrittori e intellettuali francesi (Roland Topor, Claude Mauriac, Daniel Pennac, Yashar Kemal).
Tra le sue foto più celebri, quella del gruppo degli scrittori del Nouveau roman scattata a Parigi nell'ottobre del 1959 davanti alla sede delle Éditions de Minuit (Nathalie Sarraute, Samuel Beckett, Alain Robbe-Grillet, Claude Mauriac, Claude Simon, Jérôme Lindon, Robert Pinget, Claude Ollier).
Il suo interesse per l'Africa si è manifestato attraverso la collaborazione alle riviste Jeune Afrique, Afrique-Asie, Demain l'Afrique. In Francia, a metà degli anni Cinquanta, ha collaborato a Regards (la rivista comunista che pubblicò fra le prime le fotografie di Robert Capa e Gerda Taro sulla guerra di Spagna). Ha poi lavorato da Parigi per Il Giorno nel periodo della Guerra d'Algeria.
In Italia ha collaborato a lungo con Vie nuove, Tempo illustrato, L'Europeo, L'Espresso, Epoca sia all'epoca in cui la rivista era diretta da Enzo Biagi sia in quello più recente in cui fu diretta da Carlo Rognoni. Dalla loro nascita ha iniziato a pubblicare sul quotidiano il manifesto e sul settimanale Diario di Enrico Deaglio.
Negli anni Sessanta ha realizzato alcune "fotostorie" per la TV dei ragazzi e alcuni corti per l'Antenna cinematografica del PCI Unitelefilm. Appassionato di radiofonia ha collaborato con la sezione italiana della BBC e condotto con Emanuele Giordana alcune trasmissioni di per Radio3 (Rai) dedicate alla storia del fotogiornalismo (2012-2013).
Ha esposto le sue fotografie in moltissime occasioni e in tantissime città italiane e straniere. Noto per il suo impegno civile e sociale, ha documentato in Afghanistan il lavoro delle équipe mediche di Emergency, di cui era un attivo sostenitore. Ha realizzato un inserto fotografico sul disastro della motonave Elisabetta Montanari per il libro Il costo della vita. Storia di una tragedia operaia di Angelo Ferracuti, pubblicato da Einaudi nel 2013 (ISBN 9788806211059). 
Il 2015 vede l'uscita del documentario "Calma e gesso - in viaggio con Mario Dondero" del regista e antropologo Marco Cruciani che, viaggiando per cinque anni spesso al fianco del fotografo, tenta di ricostruirne la storia avventurosa e leggendaria passando fra le principali vicende sociali, politiche, culturali e artistiche del secondo '900.
Era Camallo Onorario della Compagnia unica dei portuali genovesi e Socio Onorario dell'Accademia di Brera.
Sposato con Annie Duchesne, storica e assistente di Fernand Braudel, aveva tre figli: Maddalena Fossati Dondero (nata da una precedente relazione) Bruno e Elisa Dondero. Sua moglie Annie muore nel 1995.

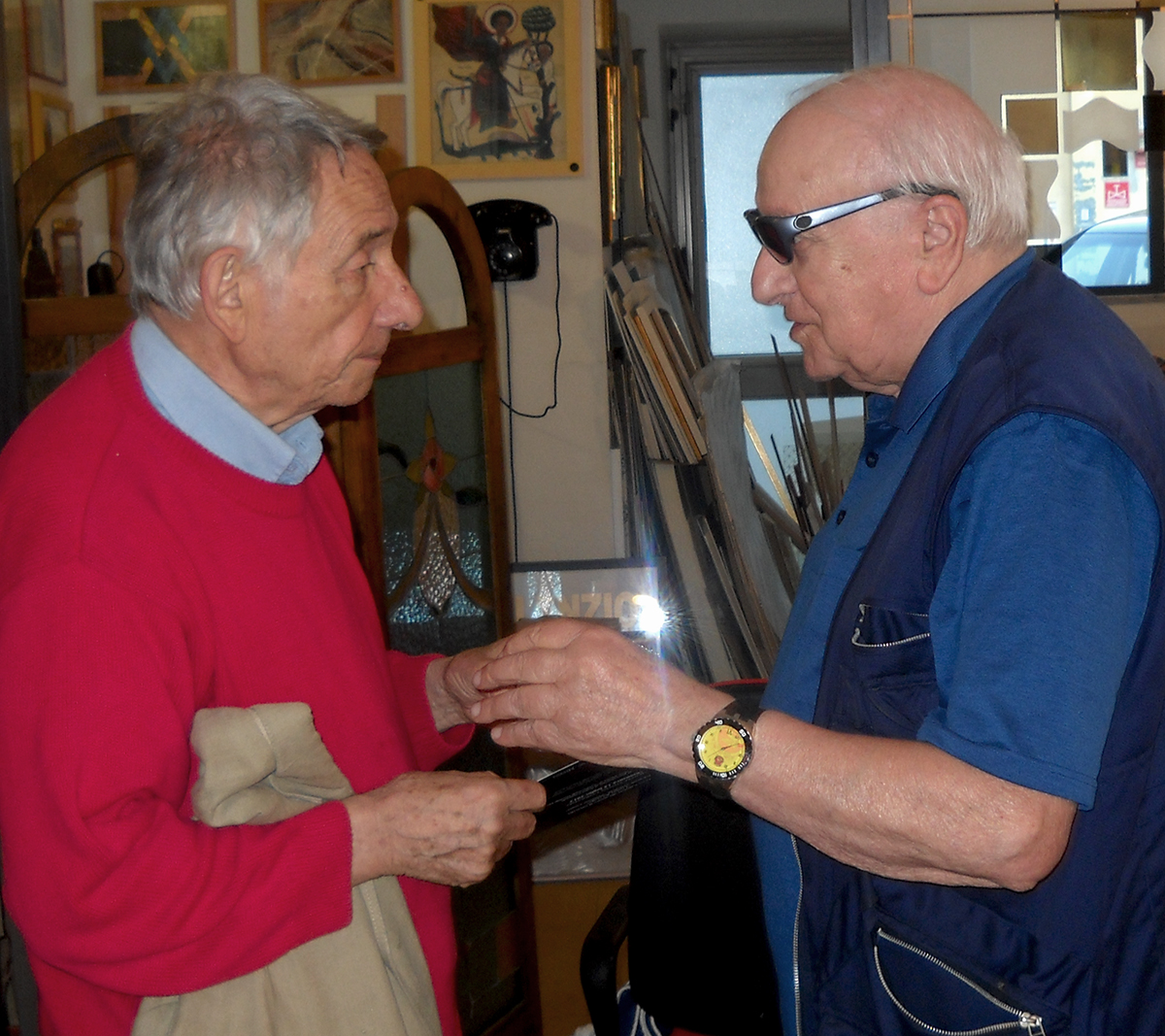
Mario Dondero e Eriberto Guidi nel 2013

Negli ultimi anni di vita ha vissuto a Fermo insieme alla sua compagna Laura Strappa.

## Mostre
Tra le sue mostre si ricordano:
- Villanova Monteleone - "Su palatu 'e sas iscolas"
- Roma - Museo centrale montemartini "Il Diaframma di Lanfranco Colombo, una storia italiana"
- Cusano Milanino - Palazzo cusano "Mario Dondero - Vocazione Reporter"
- Genova - Loggia della mercanzia "Interrotti Transiti"
- Corigliano Calabro - Castello ducale "Corigliano Calabro Fotografia 2006"
- Palau - Centro di documentazione "Isole che parlano 2006 - Mario Dondero"
- Roma - Libreria-galleria il museo del louvre "Mario Dondero"
- Macerata - Accademia di Belle Arti "I-Mode Visions 2006 - PlayBeckett"
- San Biagio della Cima - Sala ubastu "Mario Dondero - L'angelo della storia"
- Falconara Marittima - Centro cultura piero pergoli "Mario Dondero - Scatti per Pasolini"
- Ospitaletto - Studio brescia arte contemporanea "Foto-genico"
- Fano - Bastione Sangallo "Samuel Beckett e i volti della Francia anni '50" (da Beckett a Sartre a Genet, Ionesco, Serrault) - 2007
- Cagli - Palazzo Comunale "Giorgio Gaber e i volti dell'Italia anni '60" nell'ambito del "Giorgio Gaber Cagli Festival" - 2008
- Macerata - Galleria dell'Accademia di Belle Arti e Teatro Lauro Rossi "Ontologica 1958-2008"[10]
- Civitanova Marche - Cartacanta festival-expò Graphicfest "Mostra I Rifugi di Lenin"
- Portoferraio - Sala della Gran Guardia.
- Bergamo - Galleria Ceribelli, "Dello sguardo, della vita, un film del Novecento", 2010
- Palau - Centro di Documentazione del Territorio, " A proposito di Robert Capa", 2013[11]
- Roma, Terme di Diocleziano - Mario Dondero - 2014-2015[12]
- Bergamo, Galleria Cerebelli-un uomo, un racconto 2017
- Montichiari, Museo Lechi-un uomo, un racconto 2018
- Ascoli Piceno, Galleria d'arte contemporanea “Osvaldo Licini”, "Mario Dondero - Scatti d'Artista", 2019
- Cartoceto, Cartoceto Dop il festival, "Mario Dondero, il suo sguardo su Cartoceto", 2021

## Premi e riconoscimenti
- 1985: Premio Scanno.
- 2010: Archivio diaristico nazionale[13].
- 2008: Premio Chatwin.[14]
- 2008: Premio Svoboda - Honoris Causa Accademia Belle Arti di Macerata, con prolusione di Massimo Puliani.
- 2011 Laurea Honoris Causa Accademia Belle Arti di Brera, Milano.
- 2014 Premio Werner Bischof - Flauto d'argento.

### Altre fonti
- Fondo Mario Dondero conservato presso la Biblioteca comunale di Savignano sul Rubicone